# シオニスト会議
シオニスト会議（しおにすとかいぎ）は、ユダヤ人代表会議であり、第一回目は1897年にスイスのバーゼルで、テオドール・ヘルツルのイニシアティヴの下に、シオニズムという語を作ったナータン・ビルンバウムの協力を得て開かれた。目標を、「パレスチナにユダヤ人のための、国際法によって守られたふるさとを作る」とまとめられた。

## 概要
考量されているのは、
- ユダヤ人農民、職人、製造業者のイスラエルの地への適切な手段による入植の促進、
- 各国の法律との調和のうちに地域的、国際的に、適切な制度を用いて全ユダヤ人を組織化統合する、ユダヤ民族入植と民族意識の強化育成、
- シオニズムの目標に到達するために必要な場合、諸政府からの同意を得る方向へ向けての適切な対処

である。
これとともに「バーゼル綱領」が決議され、目標を現実化するべく、「世界シオニスト機構」が創設された。この綱領はユダヤ教のメシア待望思想に対立するため、ドイツ・ラビ会議執行委員会は批判した。
最初の戦略は、パレスチナへの組織的なユダヤ人入植についてオスマン帝国スルタンアブデュルハミト2世から許可を得ることだったが、うまくいかなかったので、機構は、粘り強い小規模移住によるホームランド形成、1901年の第五回シオニスト会議でのユダヤ民族基金創設、ナサニエル・ロスチャイルド（初代マイヤー・アムシェルの三男の三男）からの資金援助による1903年のアングロ-パレスチナ銀行創設をし、それによってイスラエル建国のための公金提供をするという戦略を追求した。ユダヤ民族基金がこうして購入していった土地は、イスラエル建国後の基本法で、非ユダヤ人に売ったり、貸したりできぬようにしてある。
第一回では各国のユダヤ評議会によって選出された代表200人が参加した。ヘルツルがドイツ語圏オーストリアの出身者であったため当初会議語はドイツ語だった。（その点で、有名な『シオン賢者の議定書』のニルス版はこの会議で提示されたとしているが、草稿がフランス語で書かれているとしているので、偽書である疑いが生じる。）1933年からは英語が会議語である。
1945年8月13日、ユダヤ人100万人のパレスチナ入国を要求。その後もアメリカのトルーマン大統領、イギリスのアトリー首相に10万人の即時入国を求めた。
開催地は1948年までほぼバーゼルであったが、イスラエル国家の出現と共にエルサレムに代わった。第一回開催直後は毎年開かれたが、その後一年おきになり、戦後は4年ごとに開かれている。